# ایان همیلتون
ایان همیلتون (انگلیسی: Ian Hamilton; ۱۶ ژانویهٔ ۱۸۵۳ – ۱۲ اکتبر ۱۹۴۷) فرد نظامی اهل بریتانیا بود. وی همچنین برندهٔ جوایزی همچون نشان حمام و نشان گنجینه مقدس شده‌است.